# Championnat de Colombie de football 1982
Navigation
Saison précédente Saison suivante
La saison 1982 du Championnat de Colombie de football est la trente-cinquième édition du championnat de première division professionnelle en Colombie. Les quatorze meilleures équipes du pays disputent le championnat qui se déroule en trois phases :
- lors du Tournoi Ouverture, les équipes sont regroupées au sein d'une poule unique où elles s'affrontent deux fois, à domicile et à l'extérieur. Les deux premiers du classement final se qualifient pour l'Octogonal, la phase finale nationale.
- le tournoi Clôture voit les équipes réparties en deux poules, qui sont composées des sept premiers du tournoi Ouverture dans le groupe A et des sept derniers dans le groupe B. Les équipes rencontrent une fois les équipes de l'autre poule, deux fois celles de leur groupe et trois fois une autre équipe avec qui elle forme une paire par tirage au sort. Les cinq premiers du groupe A et les trois premiers du groupe B se qualifient pour l'Octogonal. À l'issue de cette phase, il n'y a ni promotion, ni relégation.
- l'Octogonal est la poule unique comportant les huit qualifiés qui s'affrontent à nouveau deux fois, à domicile et à l'extérieur. L'équipe terminant en tête est sacrée championne et se qualifie pour la prochaine édition de la Copa Libertadores en compagnie de son dauphin.

C'est le club de l'América de Cali qui remporte la compétition, après avoir terminé en tête de l'Octogonal, devant le Deportes Tolima et le CD Los Millonarios. C'est le second titre de champion de l'histoire du club, après celui remporté en 1979.

## Les clubs participants
| - Independiente Santa Fe - CD Los Millonarios - Deportes Tolima - Atlético Bucaramanga - Once Caldas - Independiente Medellin - Unión Magdalena | - Atlético Nacional - Deportivo Pereira - América de Cali - Cucuta Deportivo - Deportes Quindio - Deportivo Cali - Atlético Junior |

## Compétition
Le barème utilisé pour établir le classement est le suivant :
- Victoire : 2 points
- Match nul : 1 point
- Défaite : 0 point

### Tournoi Ouverture

#### Classement
| Rang | Équipe                 | Pts | J  | G  | N  | P  | Bp | Bc | Diff |
| ---- | ---------------------- | --- | -- | -- | -- | -- | -- | -- | ---- |
| 1    | América de Cali        | 34  | 26 | 10 | 12 | 4  | 35 | 19 | +16  |
| 2    | Deportivo Cali         | 33  | 26 | 13 | 7  | 6  | 45 | 30 | +15  |
| 3    | Deportivo Pereira      | 32  | 26 | 14 | 4  | 8  | 39 | 34 | +5   |
| 4    | Atlético NacionalT     | 29  | 26 | 9  | 11 | 6  | 33 | 26 | +7   |
| 5    | Independiente Medellín | 28  | 26 | 11 | 6  | 9  | 43 | 39 | +4   |
| 6    | Independiente Santa Fe | 26  | 26 | 11 | 4  | 11 | 40 | 34 | +6   |
| 7    | Unión Magdalena        | 26  | 26 | 9  | 8  | 9  | 30 | 29 | +1   |
| 8    | Cúcuta Deportivo       | 26  | 26 | 10 | 6  | 10 | 36 | 38 | -2   |
| 9    | Once Caldas            | 25  | 26 | 8  | 9  | 9  | 29 | 33 | -4   |
| 10   | Atlético Bucaramanga   | 24  | 26 | 9  | 6  | 11 | 44 | 51 | -7   |
| 11   | Atlético Junior        | 22  | 26 | 7  | 8  | 11 | 36 | 34 | +2   |
| 12   | Deportes Tolima        | 22  | 26 | 6  | 10 | 10 | 26 | 32 | -6   |
| 13   | CD Los Millonarios     | 21  | 26 | 7  | 7  | 12 | 35 | 42 | -7   |
| 14   | Deportes Quindío       | 16  | 26 | 4  | 8  | 14 | 25 | 55 | -30  |

- Les deux premiers obtiennent leur billet pour l'Octogonal, quel que soit leur résultat lors du tournoi Clôture.

### Tournoi Clôture

#### Classement
Groupe A :
| Rang | Équipe                 | Pts | J  | G  | N  | P  | Bp | Bc | Diff |
| ---- | ---------------------- | --- | -- | -- | -- | -- | -- | -- | ---- |
| 1    | América de Cali        | 27  | 21 | 11 | 5  | 5  | 37 | 17 | +20  |
| 2    | Deportivo Pereira      | 24  | 21 | 7  | 10 | 4  | 27 | 22 | +5   |
| 3    | Atlético NacionalT     | 23  | 21 | 8  | 7  | 6  | 35 | 28 | +7   |
| 4    | Deportivo Cali         | 22  | 21 | 8  | 6  | 7  | 25 | 32 | -7   |
| 5    | Independiente Medellín | 22  | 21 | 5  | 12 | 4  | 28 | 23 | +5   |
| 6    | Unión Magdalena        | 18  | 21 | 7  | 4  | 10 | 25 | 38 | -13  |
| 7    | Independiente Santa Fe | 18  | 21 | 6  | 8  | 7  | 41 | 36 | +5   |

Groupe B :
| Rang | Équipe               | Pts | J  | G  | N | P  | Bp | Bc | Diff |
| ---- | -------------------- | --- | -- | -- | - | -- | -- | -- | ---- |
| 1    | Deportes Tolima      | 33  | 21 | 14 | 5 | 2  | 45 | 19 | +26  |
| 2    | CD Los Millonarios   | 29  | 21 | 12 | 5 | 4  | 33 | 12 | +21  |
| 3    | Atlético Junior      | 27  | 21 | 13 | 1 | 7  | 37 | 21 | +16  |
| 4    | Once Caldas          | 16  | 21 | 6  | 4 | 11 | 23 | 38 | -15  |
| 5    | Atlético Bucaramanga | 15  | 21 | 7  | 1 | 13 | 26 | 42 | -16  |
| 6    | Cúcuta Deportivo     | 15  | 21 | 4  | 7 | 10 | 29 | 43 | -14  |
| 7    | Deportes Quindío     | 5   | 21 | 1  | 3 | 17 | 18 | 55 | -37  |

- Les cinq premiers du groupe A et les trois premiers du groupe B obtiennent leur billet pour l'Octogonal.

### Octogonal
| Rang | Équipe                 | Pts | J  | G | N | P | Bp | Bc | Diff |
| ---- | ---------------------- | --- | -- | - | - | - | -- | -- | ---- |
| 1    | América de Cali        | 20  | 14 | 8 | 4 | 2 | 22 | 14 | +8   |
| 2    | Deportes Tolima        | 17  | 14 | 6 | 5 | 3 | 20 | 16 | +4   |
| 3    | CD Los Millonarios     | 15  | 14 | 6 | 3 | 5 | 17 | 15 | +2   |
| 4    | Deportivo Pereira      | 14  | 14 | 5 | 4 | 5 | 22 | 22 | 0    |
| 5    | Deportivo Cali         | 13  | 14 | 2 | 9 | 3 | 16 | 18 | -2   |
| 6    | Atlético NacionalT     | 11  | 14 | 4 | 3 | 7 | 17 | 21 | -4   |
| 7    | Independiente Medellín | 11  | 14 | 4 | 3 | 7 | 13 | 18 | -5   |
| 8    | Atlético Junior        | 11  | 14 | 3 | 5 | 6 | 16 | 19 | -3   |

|  | Qualification pour la Copa Libertadores 1983 |

## Bilan de la saison
| Championnat de Colombie de football 1982 |                            |
| Champion                                 | América de Cali (2e titre) |
| Qualifications continentales             |                            |
| Copa Libertadores 1983                   | América de Cali            |
| Copa Libertadores 1983                   | Deportes Tolima            |
| Promotions et relégations                |                            |
| Promus en Primera A                      | Aucun                      |
| Relégués en Primera B                    | Aucun                      |